# Triglops macellus
Triglops macellus és una espècie de peix pertanyent a la família dels còtids.

## Descripció
- La femella fa 26,4 cm de llargària màxima.
- Aleta caudal petita.
- Aletes pèlviques petites.[6][7]

## Hàbitat
És un peix marí, demersal i de clima temperat (62°N-47°N) que viu entre 18 i 350 m de fondària.

## Distribució geogràfica
Es troba al Pacífic oriental: els Estats Units (incloent-hi Alaska) i el Canadà.

## Observacions
És inofensiu per als humans.